# 重要文化財一覧
重要文化財一覧（じゅうようぶんかざいいちらん）は、日本の重要文化財の一覧をまとめた記事である。
重要文化財のうち、国宝に指定されているものは日本の国宝一覧を参照。

## 一覧
- 北海道・東北地方の重要文化財一覧
- 関東地方の重要文化財一覧
  - 東京都の重要文化財一覧
- 中部地方の重要文化財一覧
- 近畿地方の重要文化財一覧
  - 滋賀県の重要文化財一覧
  - 京都府の重要文化財一覧
  - 奈良県の重要文化財一覧
- 中国地方の重要文化財一覧
- 四国地方の重要文化財一覧
- 九州・沖縄地方の重要文化財一覧

### 建造物
- 北海道・東北地方にある建造物の重要文化財一覧
- 関東地方にある建造物の重要文化財一覧
- 中部地方にある建造物の重要文化財一覧
- 近畿地方にある建造物の重要文化財一覧
  - 滋賀県にある建造物の重要文化財一覧
  - 京都府にある建造物の重要文化財一覧
  - 奈良県にある建造物の重要文化財一覧
- 中国地方にある建造物の重要文化財一覧
- 四国地方にある建造物の重要文化財一覧
- 九州・沖縄地方にある建造物の重要文化財一覧

### 施設別の一覧
- 文化庁保管文化財一覧
- 東京国立博物館所蔵文化財一覧
- 京都国立博物館所蔵文化財一覧
- 奈良国立博物館所蔵文化財一覧